# Iglesia de San Martín de Tours (Carrión de los Céspedes)
La iglesia de San Martín de Tours de Carrión de los Céspedes, es una iglesia católica del siglo XVIII, y tiene como patrón a san Martín de Tours y a la Virgen del Rosario coronada y patrona del pueblo.

## Historia e imágenes
La Iglesia de San Martín fue en su origen, siglo XV un edificio mudéjar.
Si bien debe su configuración actual a una serie de reformas acontecidas durante el siglo XVIII. En una primera etapa constructiva se llevó a cabo la reestructuración del interior, formando así un edificio con tres naves, al que más tarde se agregó una cuarta. Durante el mismo siglo XVIII se añadió la capilla sacramental, gracias a la colaboración de José Galeano de Paz, el Indiano, se cubrió la nave central con una bóveda, y se llevó a cabo una de las portadas.
Exteriormente, el templo presenta dos portadas, una de ellas del siglo XVIII, y una segunda de moderna construcción. El conjunto queda rematado por una torre, realizada también durante el XVIII, que termina en campanario.
El retablo mayor es de estilo neoclásico, y representa a san Martín, la imagen titular del templo. Además del retablo mayor, destacan dos retablos gemelos, también neoclásicos, y que datan del siglo XIX, de la Virgen del Rosario y san José. Por su parte, otro retablo neoclásico acoge una moderna imagen de candelero de la Virgen del Carmen.
Son también numerosas las piezas escultóricas que decoran el interior del templo, como por ejemplo una representación de san Antonio de Padua, dos esculturas de santa Ana y san Joaquín, y una de san Miguel. Las pinturas son un elemento importante de la Iglesia, destacando un gran lienzo del siglo XIX que representa a la Ánimas del Purgatorio; así como un lienzo del siglo XVIII que representa a san Cristóbal. Por su parte, de 1760 son las pinturas murales encontradas en las capillas.
Por último, resulta interesante destacar la presencia de importantes objetos de orfebrería, como pequeñas crismeras de plata del siglo XVI, un copón de plata del XVII y un cáliz también de plata del siglo XVIII.